# Roger Donaldson

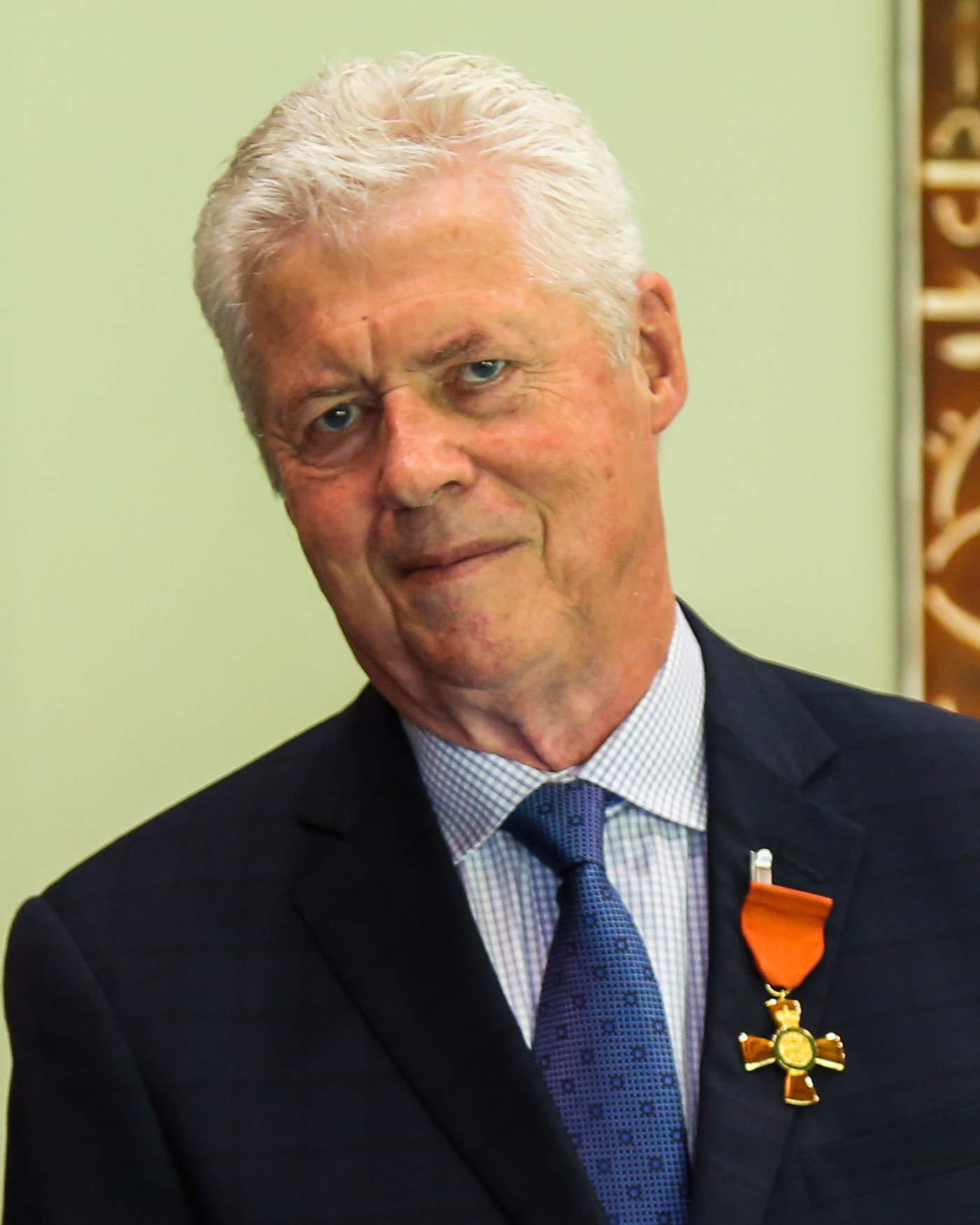
Roger Donaldson, 2023

Roger Lindsey Donaldson, ONZM (* 15. November 1945 in Ballarat, Australien) ist ein neuseeländischer Filmregisseur, Filmproduzent und Drehbuchautor australischer Herkunft.

## Leben
Donaldson, der 1965, im Alter von 20 Jahren, nach Neuseeland emigrierte, war maßgeblich am Aufbau der dortigen Filmindustrie beteiligt. Allein sein Filmdebüt, der 1977 produzierte Thriller Schlafende Hunde, war der erste Spielfilm nach 15 Jahren, der in Neuseeland gedreht wurde, und der erste Film Neuseelands überhaupt, der es ins US-amerikanische Kino schaffte.
Donaldson hatte einige Semester Geologie studiert, doch das Filmbusiness übte eine derart starke Anziehung auf ihn aus, dass er schließlich der Geologie den Rücken kehrte.
In Hollywood arbeitete er mit Topstars wie Mel Gibson, Tom Cruise, Kim Basinger, Alec Baldwin, Pierce Brosnan, Kevin Costner, Anthony Hopkins.
Sein Sohn Chris Donaldson repräsentierte Neuseeland bei den Olympischen Spielen 1996 im 100- und 200-Meter-Lauf.

## Filmografie
- 1977: Schlafende Hunde (Sleeping Dogs)
- 1980: Nutcase
- 1981: Smash Palace – Keine Chance für Al (Smash Palace)
- 1984: Die Bounty (The Bounty)
- 1985: Marie – Eine wahre Geschichte (Marie)
- 1987: No Way Out – Es gibt kein Zurück (No Way Out)
- 1988: Cocktail
- 1990: Cadillac Man
- 1992: White Sands – Der große Deal (White Sands)
- 1994: Getaway (The Getaway)
- 1995: Species
- 1997: Dante’s Peak
- 2000: Thirteen Days
- 2003: Der Einsatz (The Recruit)
- 2005: Mit Herz und Hand (The World's Fastest Indian)
- 2008: Bank Job (The Bank Job)
- 2011: Pakt der Rache (Seeking Justice)
- 2014: The November Man
- 2017: McLaren

## Auszeichnungen
Australian Film Institute
- 2006 	Nominierung für den AFI International Award in der Kategorie Exzellenz im Filmschaffen für The World's Fastest Indian

Filmfestival von Cannes
- 1984 	Nominierung für die  Goldene Palme 	 für The Bounty

High Falls Film Festival
- 2005 	Publikumspreis	in der Kategorie Bester Film für The World's Fastest Indian

New Zealand Screen Awards
- 2006 	New Zealand Screen Award 	in der Kategorie Bester Film für The World's Fastest Indian

Zusammen mit    Gary Hannam
- 2006 	New Zealand Screen Award 	in der Kategorie Best Regie für The World's Fastest Indian
- 2006 	New Zealand Screen Award 	in der Kategorie Bestes Drehbuch für The World's Fastest Indian

Goldene Himbeere
- 1989 	Nominierung für die Kategorie Schlechtester Regisseur für Cocktail

San Sebastián International Film Festival
- 2005 	Nominierung für die Goldene Muschel 	 für The World's Fastest Indian

Sitges - Catalonian International Film Festival
- 1995 	Nominierung 	in der Kategorie Bester Film  für Species

Taormina International Film Festival
- 1978 	Nominierung für die  Goldene Charybdis 	für Sleeping Dogs